# Divine - La fidanzata dell'altro
Divine - La fidanzata dell'altro è un film del 2020 diretto da Jan Schomburg.
Pellicola coprodotta da Italia e Germania uscita il 13 agosto 2020 con protagonista Matilda De Angelis.

## Trama
Gregory è un giornalista inglese ateo che si trova a Roma per documentare l'elezione del nuovo pontefice. Incontra per puro caso la giovane Maria, novizia destinata a diventare ben presto una suora. Dopo che i due passano la notte insieme, Gregory è tormentato da fenomeni apparentemente sovrannaturali, che lo inducono a credere di essere vittima della gelosia di Dio. La ragazza, sconvolta dal comportamento di Gregory e dal suicidio della madre superiora del suo convento, colpevole di aver intrattenuto una relazione clandestina, decide di fuggire in Vietnam. Ma Gregory, resosi conto di essere vittima solamente della propria suggestione, dichiara il proprio amore per Maria in diretta televisiva, lascia il suo lavoro e raggiunge la ragazza, che lo sta aspettando al Pincio. I due coronano il loro sogno d'amore.

## Produzione
Le riprese si sono svolte tra Roma e Colonia nel 2019.

## Distribuzione
Il film è uscito nelle sale tedesche il 13 agosto 2020. In Italia il film è stato distribuito sulla piattaforma streaming Now.